# 米德蘭 (北卡羅萊納州)
米德蘭（英語：Midland）是一個位於美國北卡羅萊納州卡貝勒斯縣及梅克倫堡縣的城鎮。

## 人口
根據2020年美國人口普查的數據，米德蘭的面積為34.60平方千米，皆為陸地。當地共有人口4684人，而人口密度為每平方千米135人。